# Cosmoscarta rubromaculata
Cosmoscarta rubromaculata är en insektsart som beskrevs av Metcalf och James Heathman Horton 1934. Cosmoscarta rubromaculata ingår i släktet Cosmoscarta och familjen spottstritar. Inga underarter finns listade i Catalogue of Life.